# Лідевей Велтен
Лідевей Велтен  (нід. Lidewij Welten, 16 липня 1990) — нідерландська хокеїстка на траві, триразова олімпійська чемпіонка, чемпіонка світу, дворазова чемпіонка Європи на володарка різних інших титулів.

## Виступи на Олімпіадах
| Олімпіада           | Дисципліна     | Місце |
| ------------------- | -------------- | ----- |
| Пекін 2008          | хокей на траві | 1     |
| Лондон 2012         | хокей на траві | 1     |
| Ріо-де-Жанейро 2016 | хокей на траві | 2     |
| Токіо 2020          | хокей на траві | 1     |